# 白鼻哀鮟鱇
白鼻哀鮟鱇，為輻鰭魚綱鮟鱇目棘茄魚亞目夢角鮟鱇科的一種魚類。分布於東大西洋海域，屬深海魚類，棲息深度可達2000公尺，雌魚體長11.9公分，生活在中層水域，生活習性不明，不具任何經濟價值。